# Телльгрен, Эдвин
Эдвин Маттиас Телльгрен (швед. Edvin Mattias Tellgren; род. 19 января 2005) — шведский футболист, защитник «Норрчёпинга».

## Клубная карьера
Футболом начала заниматься в клубе «Кумла». В семилетнем возрасте перебрался в «Карлслунд», где прошёл путь от детских и юношеских команд до основной. В её составе 14 июня 2020 года дебютировал в первом шведском дивизионе в гостевой встрече с «Сандвикеном». 7 октября забил первый мяч в карьере, поразив на 70-й минуте ворота «Сильвии» и сравняв тем самым счёт в игре, однако соперник сумел в компенсированное ко второму тайму вырвать победу. По итогам сезона «Карлслунд» вылетел во второй дивизион.
В июне 2021 года перешёл в «Норрчёпинг», где начал выступать за юношескую команду клуба. 28 ноября в матче предпоследнего тура против «Дегерфорса» дебютировал в чемпионате Швеции, появившись на поле на последних минутах встречи вместо Джонатана Леви.

## Карьера в сборной
В августе 2021 года дебютировал в юношеской сборной Швеции в товарищеском матче с Данией. Телльгрен вышел на игру в стартовом составе и на 72-й минуте уступил место Андре Пересу.

## Клубная статистика
| Выступление      | Выступление      | Выступление      | Лига | Лига | Кубки | Кубки | Конт. кубки | Конт. кубки | Итого | Итого |
| Клуб             | Лига             | Сезон            | Игры | Голы | Игры  | Голы  | Игры        | Голы        | Игры  | Голы  |
| ---------------- | ---------------- | ---------------- | ---- | ---- | ----- | ----- | ----------- | ----------- | ----- | ----- |
| Карлслунд        | Дивизион 1       | 2020             | 15   | 1    | 1     | 0     | 0           | 0           | 16    | 1     |
| Карлслунд        | Дивизион 2       | 2021             | 7    | 0    | 1     | 0     | 0           | 0           | 8     | 0     |
| Карлслунд        | Итого            | Итого            | 22   | 1    | 2     | 0     | 0           | 0           | 24    | 1     |
| Норрчёпинг       | Алльсвенскан     | 2021             | 1    | 0    | 0     | 0     | 0           | 0           | 1     | 0     |
| Норрчёпинг       | Итого            | Итого            | 1    | 0    | 0     | 0     | 0           | 0           | 1     | 0     |
| Всего за карьеру | Всего за карьеру | Всего за карьеру | 23   | 1    | 2     | 0     | 0           | 0           | 25    | 1     |